# ICN Business School
ICN Business School je evropská obchodní škola s kampusy (pobočkami) v La Défense, Berlíně, Norimberku a Nancy. Škola byla založena v roce 1905.

## Popis
ICN je akreditovaná u třech mezinárodních organizací: EQUIS, AMBA, a AACSB. Škola má přibližně 15000 absolventů. Mezi významné absolventy patří Ruta Sepetysová (merická spisovatelka s litevskými kořeny po svém otci) a Nicolas Thévenin (Francouzský katolický arcibiskup).

## Programy
ICN nabízí magisterský program v oboru managementu (Master in Management), několik specializovaných magisterských programů v oborech jako marketing, finance, média či personalistika (HR). ICN také nabízí doktorské studium, které vede k získání titulu Ph.D.

## Mezinárodní srovnání
V roce 2019 se program “Master in Management” umístil na 54. místě v mezinárodním žebříčku deníku Financial Times.